# رعاسة أصلية
رَعَّاسة أصلية نوع من أسماك أعماق البحار من جنس رعاس في الفصيلة الرعاسية. سمك بيوض متواجدة في أقاليم البحر الأبيض المتوسط. تعد من الأسماك اللجية. مسرحها النقاف التي يراوح عمقها من ٢٥ إلى ١٠٠ م. جسمها شديد الشبه بالأنقليس يطول من ٢٥ إلى ٣٠ سم. لحمها متوسط الصنف كثير المادة الزيتية.